# Ossian-tagok listája
A magyar Ossian együttest Paksi Endre énekes és Maróthy Zoltán gitáros alapította 1986-ban. Az első felállás 1988-ig két demót készített és rögzítette az Ossian első nagylemezét. Folyamatos tagcserék után a felállás 1990-re vált stabillá a Vörös Gábor basszusgitárosból és Tobola Csaba dobosból összeállt ritmusszekcióval. Az Ossian első korszaka 1994-ig tartott, a Keresztút album megjelenése után feloszlottak.
Paksi Endre 1998-ban élesztette újjá az Ossiant teljesen új zenészekkel. Az együttes kreatív magját Paksi mellett Rubcsics Richárd gitáros alkotja azóta is. Erdélyi Krisztián basszusgitáros 2001-es csatlakozásától több, mint egy évtizeden keresztül változatlan felállásban működött az Ossian, és nyolc stúdióalbumot készítettek együtt Hornyák Péter dobossal és Wéber Attila gitárossal. 2012-ben Hornyák helyét Kálozi Gergely vette át, két évvel később pedig távozott Wéber Attila, amellyel 1994 után húsz évvel először újra kvartett felállásban dolgozik az Ossian. A  kvartett 2022-ben bővült újra kvintetté, Ádám Attila billentyűs csatlakozásával, majd kiszállása után újra kvartett lett.

## Felállások
| Időszak   | Felállás | Kiadványok |
| --------- | --- | --- |
| 1986–1988 | - Paksi Endre – ének - Maróthy Zoltán – gitár, ének - Kovács T. Péter – basszusgitár - Galántai Zsolt - dob                                     | - Demo '86 - Demo '87 - Acélszív (1988) |
| 1988–1989 | - Paksi Endre – ének - Maróthy Zoltán – gitár, ének - Pálvölgyi László – basszusgitár - Galántai Zsolt – dob                                    | - Félre az útból (1989) |
| 1989–1990 | - Paksi Endre – ének - Maróthy Zoltán – gitár, ének - Vörös Gábor – basszusgitár - Nagyfi Zoltán – dob                                          | - A rock katonái (1990) |
| 1990–1994 | - Paksi Endre – ének - Maróthy Zoltán – gitár, ének - Vörös Gábor – basszusgitár - Tobola Csaba – dob                                           | - Ítéletnap (1991) - Kitörés (1992) - Emberi dolgok (1993) - Keresztút (1994) |
| 1994–1998 | A zenekar feloszlott. | A zenekar feloszlott. |
| 1998      | - Paksi Endre – ének - Rubcsics Richárd – gitár - Cserfalvi "Töfi" Zoltán – gitár - Ivanov Péter - basszusgitár - Hornyák Péter – dob           | - Koncert (1998) |
| 1999      | - Paksi Endre – ének - Rubcsics Richárd – gitár - Cserfalvi Zoltán – gitár - Jakab Viktor - basszusgitár - Hornyák Péter - dob                  | - Az utolsó lázadó (EP, 1999) - Fémzene (1999) |
| 1999–2001 | - Paksi Endre – ének - Rubcsics Richárd – gitár - Wéber Attila – gitár - Jakab Viktor - basszusgitár - Hornyák Péter - dob                      | - Gyújtópontban (2000) - Titkos ünnep (2001) |
| 2001–2012 | - Paksi Endre – ének - Rubcsics Richárd – gitár - Wéber Attila – gitár - Erdélyi Krisztián - basszusgitár - Hornyák Péter - dob                 | - Árnyékból a fénybe (2002) - Hangerőmű (2003) - Tűzkeresztség (2004) - A szabadság fantomja (2005) - Létünk a bizonyíték (koncert, 2006) - A lélek hangja (válogatás, 2006) - Örök tűz (2007) - Küldetés (2008) - Egyszer az életben (2009) - Az lesz a győztes (2011) - 25 éves jubileumi koncert (koncert, 2011) |
| 2012–2014 | - Paksi Endre – ének - Rubcsics Richárd – gitár - Wéber Attila – gitár - Erdélyi Krisztián - basszusgitár - Kálozi Gergely - dob                | - Az lesz a győztes (2011) - A tűz jegyében (2013) |
| 2014–2022 | - Paksi Endre – ének - Rubcsics Richárd – gitár - Erdélyi Krisztián - basszusgitár - Kálozi Gergely - dob                                       | - Lélekerő (2015) - Fényárban és félhomályban (2016) - Az igazi szabadság (2017) - A reményhozó (2019) - Csak a jót (2020) - A teljesség (2021) |
| 2022-2025 | - Paksi Endre – ének - Rubcsics Richárd – gitár - Erdélyi Krisztián - basszusgitár - Kálozi Gergely - dob - Ádám Attila - billentyűs hangszerek | - Angyalok és Emberek (2024) |

## Tagok

### Jelenlegi tagok
- Paksi Endre – ének (1986-1994, 1998-napjainkig)
- Rubcsics Richárd – gitár (1998-napjainkig)
- Erdélyi Krisztián – basszusgitár (2001-napjainkig)
- Kálozi Gergely – dobok (2012-napjainkig)

### Korábbi tagok
Gitár
- Maróthy Zoltán  (1986-1994)
- Cserfalvi "Töfi" Zoltán (1998-1999)
- Wéber Attila (1999-2014)

Basszusgitár
- Kovács T. Péter (1986-1988)
- Zselencz László (1988) – egyetlen koncert
- Pálvölgyi László (1988-1989)
- Vörös Gábor (1989-1994)
- Ivanov Péter (1998-1999)
- Jakab Viktor (1999-2001)

Dobok
- Galántai Zsolt (1986-1989)
- Nagyfi Zoltán (1989-1990)
- Tobola Csaba (1990-1994)
- Hornyák Péter (1998-2012)

Billentyűs hangszerek
- Ádám Attila (2022-2025)